# Charcas (provins)

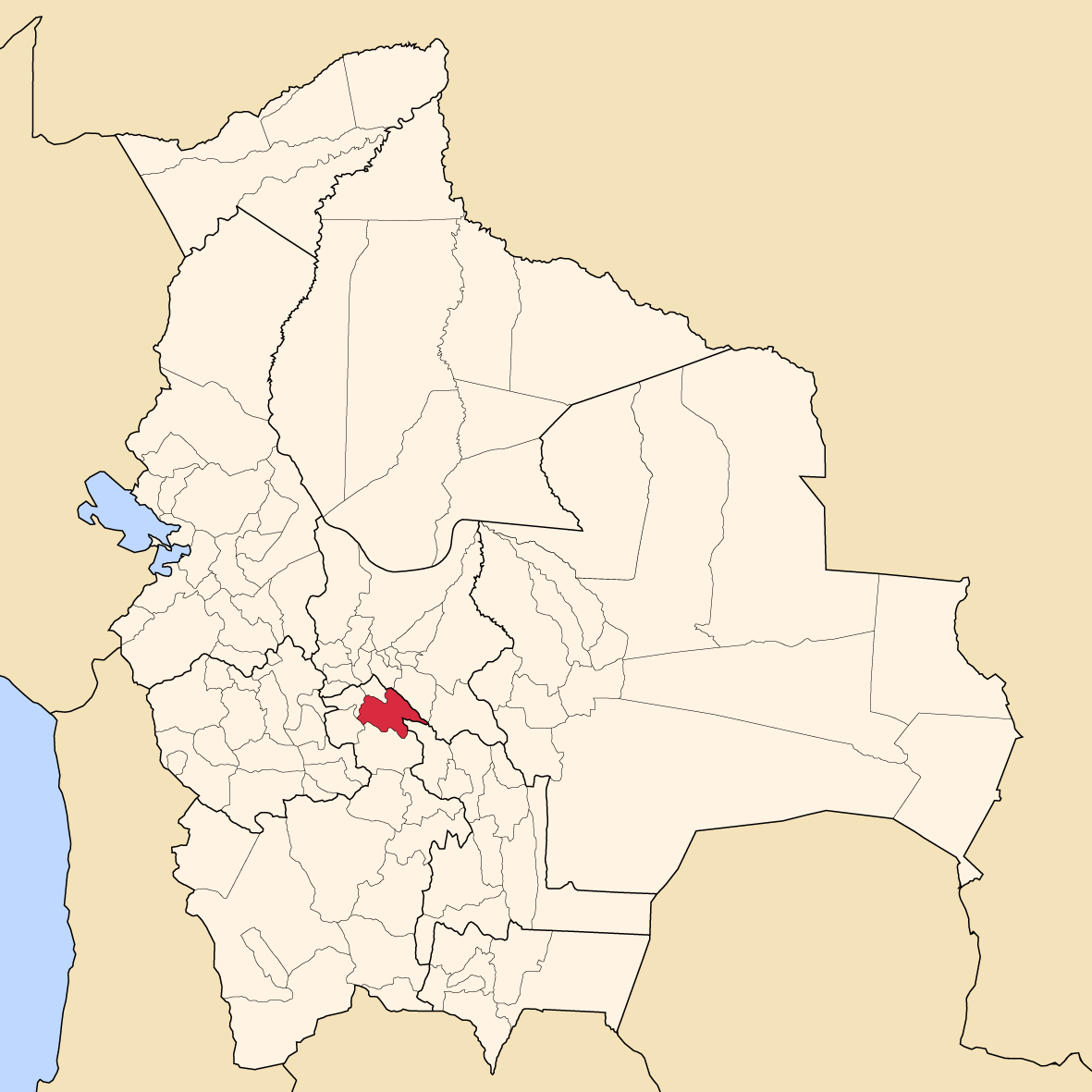
Provinsens läge i Bolivia

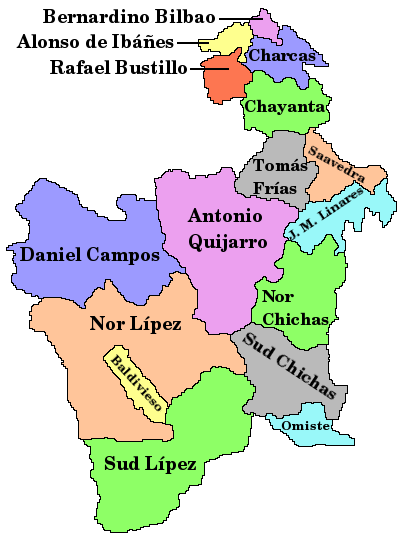
Provinser i Potosí

Charcas är en provins i departementet Potosí i Bolivia. Den administrativa huvudorten är San Pedro de Buena Vista.